# Marie Allain
Marie Allain, née à Nice le 9 mars 1949, est une auteure française.

## Biographie
Diplômée en Lettres (Maitrise d'enseignement), professeur de français et FLE, elle a publié des recueils de poèmes et des livres pour enfants. Également comédienne en France et en Italie (à Florence), elle a dirigé sa propre compagnie théâtrale. Son œuvre est très inspirée par la Toscane. Elle est également membre de la SGDL. Depuis ces dernières années, elle est connue pour des hagiographies, telle que sa vie de sainte Rita de Cascia, rééditée par les Editions Via Romana (août 2022).
Elle a également produit des émissions de radio pour Radio Ecclésia de Nîmes et RCF La Rochelle, un cycle d'émissions intitulé : "Foi et Écriture".

### Poèmes
- Où es-tu Liberté, Elan, 1977
- Je te parlerai l’amour, Editions St Germain des Prés, sous le nom de Marya l’Hene, 1978.
- Un feu qui court dans les yeux des hommes, Editions Caractères, 1981.
- Je t’aime grand comme une maison, Editions du Centurion Jeunesse & Pomme d’Api.
- La prière du chat (en français et italien), Varia, mai 1995.
- Jalousie, L’Apostrofo italien, 1996.
- Une petite fille aux yeux noirs, Handicap International, 1999.
- Hossin et Vierge Noire, Migraphonies, 2001, mention dans la Plume de Paris.
- L’homme qui jardinait l’espace et autres textes, Art - Scènes, 2002.
- Anthologie 2020/21/22, éditions Les Dossiers d'Aquitaine.

### Livres pour enfants
- Cervantès : Don Quichotte, Hachette, 1979 (adaptation sous le nom de Marya l’Hene en collaboration avec J.C Villegas).
- Mon premier Evangile, Apostolat des Editions, 1980.
- On a volé Mozart, éditions Ex Aequo, mai 2019.
- Voyages, éditions Ex Aequo, février 2020.

### Théâtre
- Pas de dieux, Institut français de Florence, compagnie Colpo di Scena, 1995.
- L’amour à un fil, Institut français de Florence, compagnie Colpo di Scena, 1995.
- Le Péché d'Eve, Éditions L'Harmattan, 2011.

### Conte érotique
- Le vœu, Supérieur Inconnu, 2001.

### Essai
- Le Professeur de Vie Sociale, Courrier fédéral du Ministère, 2003.
- Saint-François d'Assise, Prêcheur pour un monde bienheureux, éditions Fernand Lanore, 2010.
- Sainte Rita de Cascia, dernier espoir des causes perdues, Éditions Ex Aequo, octobre 2013.

### Disque
- Marbella, Sacem, 1983.

### Romans
- C'était près de l'Yerres, éditions Ex Aequo, septembre 2012  (ISBN 978-2-37789-473-4)
- Le Costume, illustré par Fabien Tissier, éditions Ex Aequo, novembre 2013  (ISBN 978-2-35962-554-7)
- Une maison en Toscane, éditions Ex Aequo, avril 2014  (ISBN 978-2-35962-611-7)
- L'Été prochain sous les Sycomores, éditions Ex Aequo, octobre 2020  (ISBN 978-2-37789-390-4)
- L'Amour S.M.S., illustré par Fabien Tissier, éditions Encre Rouge, septembre 2021  (ISBN 978-2-37789-681-3)